# Rinaldo Orsini (cardinale)
Rinaldo Orsini (Roma, ... – Avignone, 6 giugno 1374) fu un cardinale italiano del XIV secolo, appartenente alla potente famiglia romana degli Orsini.

## Biografia
Era figlio di Giacomo di Napoleone Orsini e di Mateuccia Orsini.
Divenne arcidiacono a Liegi e quindi a Perugia. Nel concistoro del 17 dicembre 1350 papa Clemente VI lo nominò Cardinale diacono di Sant'Adriano al Foro e nel 1370 divenne cardinale protodiacono (il più anziano fra i cardinali-diaconi).
La famiglia cui apparteneva Rinaldo aveva dato fino ad allora alla Chiesa cattolica due papi, Celestino III e Nicola III (e nel XVIII secolo darà anche Benedetto XIII) e numerosi cardinali e vescovi, quali Matteo Rubeo Orsini, Latino Malabranca Orsini O.P., Giordano Orsini, Napoleone Orsini, Giovanni Gaetano Orsini e molti altri ne darà dopo Rinaldo.
Nel 1358 divenne abate commendatario dell'Abbazia di Nonantola, mentre nel 1374 fu nominato Arciprete della Basilica Vaticana, carica che mantenne fino alla morte. Alla morte nel 1374, la sua salma fu inumata nella chiesa dei francescani ad Avignone e successivamente fu traslata nella cripta della Basilica Vaticana a Roma.

## Conclavi
Il cardinale Rinaldo Orsini partecipò a tre conclavi:
- quello del 1352, che elesse papa Innocenzo VI
- quello del 1362, che elesse papa Urbano V
- quello del 1370, che elesse papa Gregorio XI

## Ascendenza
|                                             |                                          |                                           | Genitori         |  |  | Nonni |  |  | Bisnonni                                   |  |  | Trisnonni                                 |  |
|                                             |                                          |                                           |                  |  |  |       |  |  | Giacomo II Orsini, III signore di Vicovaro |  |  | Napoleone I Orsini, I signore di Vicovaro |  |
|                                             |                                          |                                           |                  |  |  |       |  |  | Giacomo II Orsini, III signore di Vicovaro |  |  | Napoleone I Orsini, I signore di Vicovaro |  |
|                                             |                                          | Paola/Agnese                              |                  |  |  |       |  |  | Giacomo II Orsini, III signore di Vicovaro |  |  |                                           |  |
| Napoleone II Orsini, I conte di Tagliacozzo |                                          |                                           |                  |  |  |       |  |  | Giacomo II Orsini, III signore di Vicovaro |  |  |                                           |  |
|                                             |                                          | Giovanna di Vico                          | Manfredo di Vico |  |  |       |  |  |                                            |  |  |                                           |  |
|                                             |                                          | Giovanna di Vico                          | Manfredo di Vico |  |  |       |  |  |                                            |  |  |                                           |  |
|                                             |                                          | Giovanna di Vico                          | …                |  |  |       |  |  |                                            |  |  |                                           |  |
| Giacomo Orsini, II conte di Tagliacozzo     |                                          | Giovanna di Vico                          |                  |  |  |       |  |  |                                            |  |  |                                           |  |
|                                             |                                          | Bartolomeo da Ponte, conte di Tagliacozzo | …                |  |  |       |  |  |                                            |  |  |                                           |  |
|                                             |                                          | Bartolomeo da Ponte, conte di Tagliacozzo | …                |  |  |       |  |  |                                            |  |  |                                           |  |
|                                             |                                          | Bartolomeo da Ponte, conte di Tagliacozzo | …                |  |  |       |  |  |                                            |  |  |                                           |  |
| Isabella da Ponte                           |                                          | Bartolomeo da Ponte, conte di Tagliacozzo |                  |  |  |       |  |  |                                            |  |  |                                           |  |
|                                             |                                          | Margherita d'Aquino                       | …                |  |  |       |  |  |                                            |  |  |                                           |  |
|                                             |                                          | Margherita d'Aquino                       | …                |  |  |       |  |  |                                            |  |  |                                           |  |
|                                             |                                          | Margherita d'Aquino                       | …                |  |  |       |  |  |                                            |  |  |                                           |  |
| Rinaldo Orsini                              |                                          | Margherita d'Aquino                       |                  |  |  |       |  |  |                                            |  |  |                                           |  |
|                                             | Matteo Rosso Orsini, signore di Vicovaro | Giovanni Orsini, signore di Vicovaro      |                  |  |  |       |  |  |                                            |  |  |                                           |  |
|                                             | Matteo Rosso Orsini, signore di Vicovaro | Giovanni Orsini, signore di Vicovaro      |                  |  |  |       |  |  |                                            |  |  |                                           |  |
|                                             | Matteo Rosso Orsini, signore di Vicovaro | Stefania Rubea                            |                  |  |  |       |  |  |                                            |  |  |                                           |  |
| Rinaldo Orsini, I signore di Monterotondo   | Matteo Rosso Orsini, signore di Vicovaro |                                           |                  |  |  |       |  |  |                                            |  |  |                                           |  |
|                                             |                                          | Perna Caetani                             | Giovanni Caetani |  |  |       |  |  |                                            |  |  |                                           |  |
|                                             |                                          | Perna Caetani                             | Giovanni Caetani |  |  |       |  |  |                                            |  |  |                                           |  |
|                                             |                                          | Perna Caetani                             | …                |  |  |       |  |  |                                            |  |  |                                           |  |
| Maria Orsini di Monterotondo                |                                          | Perna Caetani                             |                  |  |  |       |  |  |                                            |  |  |                                           |  |
|                                             |                                          | …                                         | …                |  |  |       |  |  |                                            |  |  |                                           |  |
|                                             |                                          | …                                         | …                |  |  |       |  |  |                                            |  |  |                                           |  |
|                                             |                                          | …                                         | …                |  |  |       |  |  |                                            |  |  |                                           |  |
| Ocilenda Conti/Boveschi                     |                                          | …                                         |                  |  |  |       |  |  |                                            |  |  |                                           |  |
|                                             |                                          | …                                         | …                |  |  |       |  |  |                                            |  |  |                                           |  |
|                                             |                                          | …                                         | …                |  |  |       |  |  |                                            |  |  |                                           |  |
|                                             |                                          | …                                         | …                |  |  |       |  |  |                                            |  |  |                                           |  |
|                                             |                                          | …                                         |                  |  |  |       |  |  |                                            |  |  |                                           |  |